# Argipejowie
Argipejowie – starożytny lud rasy mongoloidalnej w czasach Herodota, zamieszkiwał górzyste tereny na pograniczu między Scytami a Issedonami. Dokładna lokalizacja kraju Argipejów nie jest ustalona. Prawdopodobnie zajmowali się górnictwem i handlem. 

## Argipejowie u Herodota
Według relacji Herodota Argipejowie mieli w zwyczaju golenie głów, dlatego zostali nazwani przez historyka „łysymi od urodzenia”, ponadto byli brodaci, mieli płaskie nosy i wydatne żuchwy. Pod względem języka należeli prawdopodobnie do grupy ugryjskiej bądź tureckiej. Nie używali broni, zajmowali się handlem. Przybywający do Argipejów kupcy porozumiewali się z nimi „za pośrednictwem siedmiu tłumaczy i w siedmiu językach”.
Trud, jaki sobie zadawali Grecy, aby nawiązać stosunki z Argipejami, pozwala sądzić, że lud ten mieszkał wzdłuż szlaku handlowego, biegnącego z zachodu od Olbii, wzdłuż Ingułu, następnie przez tereny dzisiejszych Czerkasów i Krzemieńczuka, następnie skręcał na wschód i podążał linią zetknięcia stepów i lasostepów aż do Ałtaju. Przypuszczalnie Grecy poszukiwali złota i wyrobów z tego metalu. Stąd powstała hipoteza, że Argipejowie byli złotnikami i górnikami, dlatego posiadali status nietykalnych.

## Lokalizacja kraju Argipejów
Dokładne położenie kraju Argipejów nie jest ustalone. Na skutek badań archeologicznych ślady obecności mieszkańców zachodu na wschodnich terenach zostały znalezione w kilku lokalizacjach. Na Ałtaju odkryto kaukaski hełm z brązu z szóstego wieku p.n.e. W grobowcach na południe od Barnaułu i w pobliżu Bijska – w dolinie górnego Obu – znaleziono ozdoby skroniowe zakończone tarczką, wykonane w brązie. Prawdopodobnie była to miejscowa produkcja, aczkolwiek takie wyroby były charakterystyczne dla kultury scytyjskiej, istniejącej na stepach ukraińskich w szóstym wieku p.n.e. 
Jeżeli przyjąć tezę, że Argipejowie zajmowali się górnictwem, to prawdopodobnie zamieszkiwali bogate w złoża górzyste obszary nad górnym Irtyszem na wschód od Semeju. Na północy granicę ich kraju zakreślały zachodnie pasma Ałtaju, na południu – Góry Kalbińskie. Tezę o takim położeniu kraju potwierdzają odkryte ślady po kopalniach miedzi i cyny, np. w Zmieinogorsku odkryto pozostałości po kopalni złota. Zabytki datowane są na VI wiek p.n.e. Ślady po wydobyciu złota odnaleziono również wzdłuż górnego Irtysza i jego wschodnich dopływów. Niestety małe zainteresowanie archeologów tymi obszarami nie pozwala na definitywne twierdzenie, że odkryte pozostałości po działalności górniczej wiążą się z Argipejami.
Lepszej analizy archeologicznej doczekały się osady i cmentarzyska w ubogiej w złoża metali dolinie górnego Obu na południe od Barnaułu i Bijska. Wyjątkiem dla tej okolicy jest bogata w miedź, najbardziej wysunięta na południe część. Mimo to, w osadzie położonej nad Obem, na południe od Barnaułu, odkryto pozostałości po brązowej formie odlewniczej. Stwierdzono, że zamieszkujący ten obszar lud należał do północnego odłamu Argipejów. Badania kraniologiczne wykazały przynależność ludu do rasy mongoloidalnej, co nie zaprzecza opisowi Herodota. Odkryty materiał został zaliczony do kultury bolszereczeńskiej, będącej lokalnym odłamem kultury karasukskiej.